# Sixième district congressionnel de Californie
Le 6e district congressionnel de Californie est un district de l'État américain de Californie. Il est représenté par le Démocrate Ami Bera.
Actuellement, le 6e district se trouve entièrement dans le Comté de Sacramento et comprend le côté nord de la ville de Sacramento et ses banlieues de Rancho Cordova, Citrus Heights, Rio Linda, Elverta, Arden-Arcade, Antelope, Foothill Farms, North Highlands et la plupart de Fair Oaks.
Avant le redécoupage par la California Citizens Redistricting Commission de 2021, le district comprenait toute la ville de Sacramento et certaines de ses banlieues. Le district était représenté par la Démocrate Doris Matsui.

## Géographie
| #  | Comté      | Siège      | Population |
| -- | ---------- | ---------- | ---------- |
| 67 | Sacramento | Sacramento | 1 588 921  |

Le Comté de Sacramento est divisé entre ce district et les 3e et 7e districts. Les 6e et 3e districts sont divisés par Latrobe Rd, Scott Rd, Deer Creek, Carson Creek, Nimbus Rd, E3 Highway, Illinois Ave, Madison Ave, Kenneth Ave, Wachtel Way et Old Auburn Rd. Les 6e et 7e districts sont divisés par la Rivière Sacramento, l'American River, Fair Oaks Blvd, Watt Ave, Kiefer Blvd, l'autoroute 16, Bradshaw Rd, l'autoroute E2 et Stonehouse Dr. Le 6e district englobe le côté nord de la ville de Sacramento, les villes de Citrus Heights et Rancho Cordova, ainsi que les census-designated places Antelope, Arden-Arcade, Carmichael, Elverta, Fair Oaks, Foothill Farms, Gold River, Mather, McClellan Park, North Highlands, La Riviera, Rosemont et Rio Linda.

### Villes et census-designated places de 10 000 personnes ou plus
- Sacramento - 524 943
- Arden-Arcade - 94 659
- Citurs Heights - 87 583
- Carmichael - 79 793
- Rancho Cordova - 79 332
- North Highlands - 49 327
- Antelope - 48 733
- Foothill Farms - 33 121
- Fair Oaks - 32 514
- Rosemont - 23 510
- Rio Linda - 15 944
- La Riviera - 11 252

### Villes de 2500 à 10 000 personnes
- Gold River - 7912
- Elverta - 5492
- Mather - 4698

## Historique de vote
| Année | Poste      | Résultats                       |
| ----- | ---------- | ------------------------------- |
| 1992  | Président  | Clinton 55,8 % - 23,5 %         |
| 1992  | Sénateur   | Feinstein 66,8 % - 27,0 %       |
| 1992  | Sénateur   | Boxer 60,0 % - 30,8 %           |
| 1994  | Gouverneur | Brown (en) 51,8 % - 44,2 %      |
| 1994  | Sénateur   | Feinstein 63,7 % - 29,5 %       |
| 1996  | Président  | Clinton 56,9 % - 28,6 %         |
| 1998  | Gouverneur | Davis 66,7 % - 27,8 %           |
| 1998  | Sénateur   | Boxer 63,5 % - 32,7 %           |
| 2000  | Président  | Gore 61,9 % - 30,1 %            |
| 2000  | Sénateur   | Feinstein 63,0 % - 27,7 %       |
| 2002  | Gouverneur | Davis 53,1 % - 28,6 %           |
| 2003  | Recall,    | Non 64,0 % - 36,0 %             |
| 2003  | Gouverneur | Bustamante (en) 44,3 % - 33,1 % |
| 2004  | Président  | Kerry 70,3 % - 28,1 %           |
| 2004  | Sénateur   | Boxer 68,3 % - 27,5 %           |
| 2006  | Gouverneur | Schwarzenegger 46,4 % - 45,9 %  |
| 2006  | Sénateur   | Feinstein 73,2 % - 20,0 %       |
| 2008  | Président  | Barack Obama 76,0 % - 22,0 %    |
| 2010  | Gouverneur | Brown 67,7 % - 28,3 %           |
| 2010  | Sénateur   | Boxer 66,9 % - 28,1 %           |
| 2012  | Président  | Obama 76,0 % - 22,0 %           |
| 2012  | Sénateur   | Feinstein 71,3 % - 28,7 %       |
| 2014  | Gouverneur | Brown 72,7 % - 27,3 %           |
| 2016  | Président  | Clinton 69,1 % - 24,4 %         |
| 2016  | Sénateur   | Harris 67,2 % - 32,8 %          |
| 2018  | Gouverneur | Newsom 69,4 % - 30,6 %          |
| 2018  | Sénateur   | Feinstein 56,6 % - 43,4 %       |
| 2020  | Président  | Biden 70,3 % - 27,2 %           |
| 2021  | Rappel     | Non 69,8 % - 30,1 %             |
| 2022  | Gouverneur | Newsom 54,4 % - 45,6 %          |
| 2022  | Sénateur   | Padilla 57,0 % - 43,0 %         |

## Liste des représentants du district
| Membre                    | Parti        | Année                              | Congrès     | Histoire électorale | Zone géographique |
| ------------------------- | ------------ | ---------------------------------- | ----------- | --- | --- |
| Henry Markham             | Républicain  | 4 mars 1885 - 3 mars 1887          | 49e         | Élu en 1884. Retrait. | 1885–1893 Alpine, Fresno, Inyo, Kern, Los Angeles, Mono, Monterey, San Benito, San Bernardino, San Diego, San Luis Obispo, Santa Barbara, Tulare, Ventura                                                                              |
| William Vandever (en)     | Républicain  | 4 mars 1887 - 3 mars 1891          | 50e , 51e   | Élu en 1886. Réélu en 1888. Retrait. | 1885–1893 Alpine, Fresno, Inyo, Kern, Los Angeles, Mono, Monterey, San Benito, San Bernardino, San Diego, San Luis Obispo, Santa Barbara, Tulare, Ventura                                                                              |
| William W. Bowers (en)    | Républicain  | 4 mars 1891 - 3 mars 1893          | 52e         | Élu en 1890. Redécoupage vers le 7e district. | 1885–1893 Alpine, Fresno, Inyo, Kern, Los Angeles, Mono, Monterey, San Benito, San Bernardino, San Diego, San Luis Obispo, Santa Barbara, Tulare, Ventura                                                                              |
| Marion Cannon (en)        | Populiste    | 4 mars 1893 - 3 mars 1895          | 53e         | Élu en 1892. Retrait. | 1893–1903 Los Angeles, Monterey, San Luis Obispo, Santa Barbara, Santa Cruz, Ventura |
| James McLachlan (en)      | Républicain  | 4 mars 1895 - 3 mars 1897          | 54e         | Élu en 1894. perd sa réélection. | 1893–1903 Los Angeles, Monterey, San Luis Obispo, Santa Barbara, Santa Cruz, Ventura |
| Charles A. Barlow (en)    | Populiste    | 4 mars 1897 - 3 mars 1899          | 55e         | Élu en 1896. perd sa réélection. | 1893–1903 Los Angeles, Monterey, San Luis Obispo, Santa Barbara, Santa Cruz, Ventura |
| Russel J. Waters (en)     | Républicain  | 4 mars 1899 - 3 mars 1901          | 56e         | Élu en 1898. Retrait. | 1893–1903 Los Angeles, Monterey, San Luis Obispo, Santa Barbara, Santa Cruz, Ventura |
| James McLachlan (en)      | Républicain  | 4 mars 1901 - 3 mars 1903.         | 57e         | Élu en 1900. Redécoupage vers le 7e district. | 1893–1903 Los Angeles, Monterey, San Luis Obispo, Santa Barbara, Santa Cruz, Ventura |
| James C. Needham (en)     | Républicain  | 4 mars 1903 - 3 mars 1913          | 58e - 62e   | Redécoupage depuis le 7e district et réélu en 1902. Réélu en 1904. Réélu en 1906. Réélu en 1908. Réélu en 1910. perd sa réélection.                                                                                           | 1903–1913 Fresno, Kings, Madera, Merced, Monterey, San Benito, San Joaquin, Santa Cruz, Stanislaus |
| Joseph R. Knowland (en)   | Républicain  | 4 mars 1913 - 3 mars 1915          | 63e         | Redécoupage depuis le 3e district et réélu en 1912. Retrait pour se présenter comme Sénateur des États-Unis. | 1903–1943 Alameda |
| John A. Elston (en)       | Progressiste | 4 mars 1915 - 3 mars 1917          | 64e - 67e   | Élu en 1914. Réélu en 1916. Réélu en 1918. Réélu en 1920. Décès. | 1903–1943 Alameda |
| John A. Elston (en)       | Républicain  | 4 mars 1917 - 15 décembre 1921     | 64e - 67e   | Élu en 1914. Réélu en 1916. Réélu en 1918. Réélu en 1920. Décès. | 1903–1943 Alameda |
| Vacant                    | Vacant       | 15 décembre 1921 - 7 novembre 1922 | 67e         | | 1903–1943 Alameda |
| James H. MacLafferty (en) | Républicain  | 7 novembre 1922 - 3 mars 1925      | 67e , 68e   | Élu pour terminer le mandat de Knowland. Réélu en 1922. perd sa renomination. | 1903–1943 Alameda |
| Albert E. Carter (en)     | Républicain  | 4 mars 1925 - 3 janvier 1945       | 69e 78e     | Élu en 1924. Réélu en 1926. Réélu en 1928. Réélu en 1930. Réélu en 1932. Réélu en 1934. Réélu en 1936. Réélu en 1938. Réélu en 1940. Réélu en 1942. perd sa réélection.                                                       | 1903–1943 Alameda |
| Albert E. Carter (en)     | Républicain  | 4 mars 1925 - 3 janvier 1945       | 69e 78e     | Élu en 1924. Réélu en 1926. Réélu en 1928. Réélu en 1930. Réélu en 1932. Réélu en 1934. Réélu en 1936. Réélu en 1938. Réélu en 1940. Réélu en 1942. perd sa réélection.                                                       | 1943–1953 Alameda, Contra Costa |
| Geroge P. Miller (en)     | Démocrate    | 3 janvier 1945 - 3 janvier 1953    | 79e - 82e   | Élu en 1944. Réélu en 1946. Réélu en 1948. Réélu en 1950. Redécoupage vers le 8e district. | |
| Robert Condon (en)        | Démocrate    | 3 janvier 1953 - 3 janvier 1955    | 83e         | Élu en 1952. perd sa réélection. | 1953–1963 Solano, Contra Costa |
| John F. Baldwin Jr. (en)  | Républicain  | 3 janvier 1955 - 3 janvier 1963    | 84e - 87e   | Élu en 1954. Réélu en 1956. Réélu en 1958. Réélu en 1960. Redécoupage vers le 14e district. | 1953–1963 Solano, Contra Costa |
| William S. Mailliard (en) | Républicain  | 3 janvier 1963 - 5 mars 1974       | 88e - 93e   | Redécoupage depuis le 4e district et réélu en 1962. Réélu en 1964. Réélu en 1966. Réélu en 1968. Réélu en 1970. Réélu en 1972. Démissionne pour devenir le Représentant des États-Unis à l'Organisation des États Américains. | 1963–1967 San Francisco |
| William S. Mailliard (en) | Républicain  | 3 janvier 1963 - 5 mars 1974       | 88e - 93e   | Redécoupage depuis le 4e district et réélu en 1962. Réélu en 1964. Réélu en 1966. Réélu en 1968. Réélu en 1970. Réélu en 1972. Démissionne pour devenir le Représentant des États-Unis à l'Organisation des États Américains. | 1967–1973 Sud-est de Marin, Ouest de San Francisco |
| William S. Mailliard (en) | Républicain  | 3 janvier 1963 - 5 mars 1974       | 88e - 93e   | Redécoupage depuis le 4e district et réélu en 1962. Réélu en 1964. Réélu en 1966. Réélu en 1968. Réélu en 1970. Réélu en 1972. Démissionne pour devenir le Représentant des États-Unis à l'Organisation des États Américains. | 1973–1983 Marin, Ouest de San Francisco |
| Vacant                    | Vacant       | 5 mars 1974 - 4 juin 1974          | 93e         | | |
| John Burton (en)          | Démocrate    | 4 juin 1974 - 3 janvier 1975       | 93e         | Élu pour terminer le mandat de Mailliard. Redécoupage vers le 5e district. | |
| Phillip Burton            | Démocrate    | 3 janvier 1975 - 3 janvier 1983    | 94e - 97e   | Redécoupage depuis le 5e district et réélu en 1974. Réélu en 1976. Réélu en 1978. Réélu en 1980. Redécoupage vers le 5e district.                                                                                             | Majorité de San Francisco |
| Barbara Boxer             | Démocrate    | 3 janvier 1983 - 3 janvier 1993    | 98e - 102e  | Élue en 1982. Réélue en 1984. Réélue en 1986. Réélue en 1988. Réélue en 1990. Démissionne pour se présenter comme Sénatrice des États-Unis.                                                                                   | 1983–1993 Marin, Est de San Francisco, San Mateo (Daly City), Extrême Sud-Ouest de Solano, Sud de Sonoma |
| Lynn Woolsey              | Démocrate    | 3 janvier 1993 - 3 janvier 2013    | 103e - 112e | Élue en 1992. Réélue en 1994. Réélue en 1996. Réélue en 1998. Réélue en 2000. Réélue en 2002. Réélue en 2004. Réélue en 2006. Réélue en 2008. Réélue en 2010. Retrait.                                                        | 1993–2003 Marin, Sud de Sonoma |
| Lynn Woolsey              | Démocrate    | 3 janvier 1993 - 3 janvier 2013    | 103e - 112e | Élue en 1992. Réélue en 1994. Réélue en 1996. Réélue en 1998. Réélue en 2000. Réélue en 2002. Réélue en 2004. Réélue en 2006. Réélue en 2008. Réélue en 2010. Retrait.                                                        | 2003–2013 Marin, Sud de Sonoma |
| Doris Matsui              | Démocrate    | 3 janvier 2013 - 3 janvier 2023    | 113e - 117e | Redécoupage depuis le 5e district et réélue en 2012. Réélue en 2014. Réélue en 2016. Réélue en 2018. Réélue en 2020. Redécoupage vers le 7e district.                                                                         | 2013–2023 Portions de Sacramento et Yolo , incluant la ville de Sacramento |
| Ami Bera                  | Démocrate    | 3 janvier 2023 - en cours          | 118e - 119e | Redécoupage depuis le 7e district et réélu en 2022. Réélu en 2024. | 2023–en cours Sud du comté de Sacramento, une partie du comté de Yolo et une infime partie du comté de Solano, tout Sacramento au sud de l'American River, y compris le centre-ville de Sacramento, West Sacramento, Elk Grove et Galt |

## Résultats des récentes élections
Voici les résultats des dix précédents cycles électoraux dans le district.

### 2004
| Élection de 2004 du 6e district congressionnel de Californie | Élection de 2004 du 6e district congressionnel de Californie | Élection de 2004 du 6e district congressionnel de Californie | Élection de 2004 du 6e district congressionnel de Californie | Élection de 2004 du 6e district congressionnel de Californie |
| ------------------------------------------------------------ | ------------------------------------------------------------ | ------------------------------------------------------------ | ------------------------------------------------------------ | ------------------------------------------------------------ |
| Parti                                                        | Parti                                                        | Candidat                                                     | Votes                                                        | %                                                            |
|                                                              | Démocrate                                                    | Lynn Woolsey (sortante)                                      | 226 423                                                      | 72,7                                                         |
|                                                              | Républicain                                                  | Paul L. Erickson                                             | 85 244                                                       | 27,3                                                         |
| Total des votes                                              | Total des votes                                              | Total des votes                                              | 311 667                                                      | 100 %                                                        |
|                                                              | Les Démocrates conservent                                    |                                                              |                                                              |                                                              |

### 2006
| Élection de 2006 du 6e district congressionnel de Californie | Élection de 2006 du 6e district congressionnel de Californie | Élection de 2006 du 6e district congressionnel de Californie | Élection de 2006 du 6e district congressionnel de Californie | Élection de 2006 du 6e district congressionnel de Californie |
| ------------------------------------------------------------ | ------------------------------------------------------------ | ------------------------------------------------------------ | ------------------------------------------------------------ | ------------------------------------------------------------ |
| Parti                                                        | Parti                                                        | Candidat                                                     | Votes                                                        | %                                                            |
|                                                              | Démocrate                                                    | Lynn Woolsey (sortante)                                      | 173 190                                                      | 70,3                                                         |
|                                                              | Républicain                                                  | Todd Hooper                                                  | 64 405                                                       | 26,1                                                         |
|                                                              | Libertarien                                                  | Richard W. Friesen                                           | 9 028                                                        | 3,6                                                          |
| Total des votes                                              | Total des votes                                              | Total des votes                                              | 246 623                                                      | 100 %                                                        |
|                                                              | Les Démocrates conservent                                    |                                                              |                                                              |                                                              |

### 2008
| Élection de 2008 du 6e district congressionnel de Californie | Élection de 2008 du 6e district congressionnel de Californie | Élection de 2008 du 6e district congressionnel de Californie | Élection de 2008 du 6e district congressionnel de Californie | Élection de 2008 du 6e district congressionnel de Californie |
| ------------------------------------------------------------ | ------------------------------------------------------------ | ------------------------------------------------------------ | ------------------------------------------------------------ | ------------------------------------------------------------ |
| Parti                                                        | Parti                                                        | Candidat                                                     | Votes                                                        | %                                                            |
|                                                              | Démocrate                                                    | Lynn Woolsey (sortante)                                      | 229 672                                                      | 71,7                                                         |
|                                                              | Républicain                                                  | Mike Halliwell                                               | 77 073                                                       | 24,1                                                         |
|                                                              | Libertarien                                                  | Joel R. Smolen                                               | 13 617                                                       | 4,2                                                          |
| Total des votes                                              | Total des votes                                              | Total des votes                                              | 320 362                                                      | 100 %                                                        |
|                                                              | Les Démocrates conservent                                    |                                                              |                                                              |                                                              |

### 2010
| Élection de 2010 du 6e district congressionnel de Californie | Élection de 2010 du 6e district congressionnel de Californie | Élection de 2010 du 6e district congressionnel de Californie | Élection de 2010 du 6e district congressionnel de Californie | Élection de 2010 du 6e district congressionnel de Californie |
| ------------------------------------------------------------ | ------------------------------------------------------------ | ------------------------------------------------------------ | ------------------------------------------------------------ | ------------------------------------------------------------ |
| Parti                                                        | Parti                                                        | Candidat                                                     | Votes                                                        | %                                                            |
|                                                              | Démocrate                                                    | Lynn Woolsey (sortante)                                      | 172 216                                                      | 66,0                                                         |
|                                                              | Républicain                                                  | Jim Judd                                                     | 77 361                                                       | 30,0                                                         |
|                                                              | Paix et Liberté                                              | Eugene E. Ruyle                                              | 5 915                                                        | 2,0                                                          |
|                                                              | Libertarien                                                  | Joel R. Smolen                                               | 5 660                                                        | 2,0                                                          |
| Total des votes                                              | Total des votes                                              | Total des votes                                              | 261 152                                                      | 100 %                                                        |
|                                                              | Les Démocrates conservent                                    |                                                              |                                                              |                                                              |

### 2012
| Élection de 2012 du 6e district congressionnel de Californie | Élection de 2012 du 6e district congressionnel de Californie | Élection de 2012 du 6e district congressionnel de Californie | Élection de 2012 du 6e district congressionnel de Californie | Élection de 2012 du 6e district congressionnel de Californie |
| ------------------------------------------------------------ | ------------------------------------------------------------ | ------------------------------------------------------------ | ------------------------------------------------------------ | ------------------------------------------------------------ |
| Parti                                                        | Parti                                                        | Candidat                                                     | Votes                                                        | %                                                            |
|                                                              | Démocrate                                                    | Doris Matsui (sortante)                                      | 160 667                                                      | 75,1                                                         |
|                                                              | Républicain                                                  | Joseph Mc Cray, Sr.                                          | 53 406                                                       | 24,9                                                         |
| Total des votes                                              | Total des votes                                              | Total des votes                                              | 214 073                                                      | 100 %                                                        |
|                                                              | Les Démocrates conservent                                    |                                                              |                                                              |                                                              |

### 2014
| Élection de 2014 du 6e district congressionnel de Californie | Élection de 2014 du 6e district congressionnel de Californie | Élection de 2014 du 6e district congressionnel de Californie | Élection de 2014 du 6e district congressionnel de Californie | Élection de 2014 du 6e district congressionnel de Californie |
| ------------------------------------------------------------ | ------------------------------------------------------------ | ------------------------------------------------------------ | ------------------------------------------------------------ | ------------------------------------------------------------ |
| Parti                                                        | Parti                                                        | Candidat                                                     | Votes                                                        | %                                                            |
|                                                              | Démocrate                                                    | Doris Matsui (sortante)                                      | 97 008                                                       | 72,7                                                         |
|                                                              | Républicain                                                  | Joseph Mc Cray, Sr.                                          | 36 448                                                       | 27,3                                                         |
| Total des votes                                              | Total des votes                                              | Total des votes                                              | 133 456                                                      | 100 %                                                        |
|                                                              | Les Démocrates conservent                                    |                                                              |                                                              |                                                              |

### 2016
| Élection de 2016 du 6e district congressionnel de Californie | Élection de 2016 du 6e district congressionnel de Californie | Élection de 2016 du 6e district congressionnel de Californie | Élection de 2016 du 6e district congressionnel de Californie | Élection de 2016 du 6e district congressionnel de Californie |
| ------------------------------------------------------------ | ------------------------------------------------------------ | ------------------------------------------------------------ | ------------------------------------------------------------ | ------------------------------------------------------------ |
| Parti                                                        | Parti                                                        | Candidat                                                     | Votes                                                        | %                                                            |
|                                                              | Démocrate                                                    | Doris Matsui (sortante)                                      | 177 565                                                      | 75,4                                                         |
|                                                              | Républicain                                                  | Robert Evans                                                 | 57 848                                                       | 24,6                                                         |
| Total des votes                                              | Total des votes                                              | Total des votes                                              | 235 413                                                      | 100 %                                                        |
|                                                              | Les Démocrates conservent                                    |                                                              |                                                              |                                                              |

### 2018
| Élection de 2018 du 6e district congressionnel de Californie | Élection de 2018 du 6e district congressionnel de Californie | Élection de 2018 du 6e district congressionnel de Californie | Élection de 2018 du 6e district congressionnel de Californie | Élection de 2018 du 6e district congressionnel de Californie |
| ------------------------------------------------------------ | ------------------------------------------------------------ | ------------------------------------------------------------ | ------------------------------------------------------------ | ------------------------------------------------------------ |
| Parti                                                        | Parti                                                        | Candidat                                                     | Votes                                                        | %                                                            |
|                                                              | Démocrate                                                    | Doris Matsui (sortante)                                      | 162 411                                                      | 80,4                                                         |
|                                                              | Démocrate                                                    | Jrmar Jefferson                                              | 39 528                                                       | 19,6                                                         |
| Total des votes                                              | Total des votes                                              | Total des votes                                              | 201 939                                                      | 100 %                                                        |
|                                                              | Les Démocrates conservent                                    |                                                              |                                                              |                                                              |

### 2020
| Élection de 2020 du 6e district congressionnel de Californie | Élection de 2020 du 6e district congressionnel de Californie | Élection de 2020 du 6e district congressionnel de Californie | Élection de 2020 du 6e district congressionnel de Californie | Élection de 2020 du 6e district congressionnel de Californie |
| ------------------------------------------------------------ | ------------------------------------------------------------ | ------------------------------------------------------------ | ------------------------------------------------------------ | ------------------------------------------------------------ |
| Parti                                                        | Parti                                                        | Candidat                                                     | Votes                                                        | %                                                            |
|                                                              | Démocrate                                                    | Doris Matsui (sortante)                                      | 229 648                                                      | 73,3                                                         |
|                                                              | Républicain                                                  | Chris Bish                                                   | 83 466                                                       | 26,7                                                         |
| Total des votes                                              | Total des votes                                              | Total des votes                                              | 235 413                                                      | 100 %                                                        |
|                                                              | Les Démocrates conservent                                    |                                                              |                                                              |                                                              |

### 2022
La Californie a tenu sa Primaire Jungle le 7 juin 2022, selon ce système de Primaire, tous les candidats sont sur le même bulletin de vote, et les deux arrivés en tête s'affronteront le jour de l'Élection Générale, à savoir le 8 novembre 2022.
| Primaire Jungle 2022 du 6e district congressionnel de Californie | Primaire Jungle 2022 du 6e district congressionnel de Californie | Primaire Jungle 2022 du 6e district congressionnel de Californie | Primaire Jungle 2022 du 6e district congressionnel de Californie | Primaire Jungle 2022 du 6e district congressionnel de Californie |
| ---------------------------------------------------------------- | ---------------------------------------------------------------- | ---------------------------------------------------------------- | ---------------------------------------------------------------- | ---------------------------------------------------------------- |
| Parti                                                            | Parti                                                            | Candidat                                                         | Votes                                                            | %                                                                |
|                                                                  | Démocrate                                                        | Ami Bera (sortant)                                               | 76 317                                                           | 52,6                                                             |
|                                                                  | Républicain                                                      | Tamika Hamilton                                                  | 27 339                                                           | 18,8                                                             |
|                                                                  | Républicain                                                      | Bret Daniels                                                     | 16 612                                                           | 11,5                                                             |
|                                                                  | Républicain                                                      | Chris Bish                                                       | 11 421                                                           | 7,9                                                              |
|                                                                  | Démocrate                                                        | Mark Gorman                                                      | 7 528                                                            | 5,2                                                              |
|                                                                  | Républicain                                                      | Karla Black                                                      | 3 553                                                            | 2,4                                                              |
|                                                                  | Républicain                                                      | David Keith Langford                                             | 2 272                                                            | 1,6                                                              |

| Élection de 2022 du 6e district congressionnel de Californie | Élection de 2022 du 6e district congressionnel de Californie | Élection de 2022 du 6e district congressionnel de Californie | Élection de 2022 du 6e district congressionnel de Californie | Élection de 2022 du 6e district congressionnel de Californie |
| ------------------------------------------------------------ | ------------------------------------------------------------ | ------------------------------------------------------------ | ------------------------------------------------------------ | ------------------------------------------------------------ |
| Parti                                                        | Parti                                                        | Candidat                                                     | Votes                                                        | %                                                            |
|                                                              | Démocrate                                                    | Ami Bera (sortant)                                           | 121 058                                                      | 55,9                                                         |
|                                                              | Républicain                                                  | Tamika Hamilton                                              | 95 325                                                       | 44,1                                                         |
| Total des votes                                              | Total des votes                                              | Total des votes                                              | 216 383                                                      | 100 %                                                        |
|                                                              | Les Démocrates conservent                                    |                                                              |                                                              |                                                              |

### 2024
| Primaire Jungle 2024 du 6e district congressionnel de Californie | Primaire Jungle 2024 du 6e district congressionnel de Californie | Primaire Jungle 2024 du 6e district congressionnel de Californie | Primaire Jungle 2024 du 6e district congressionnel de Californie | Primaire Jungle 2024 du 6e district congressionnel de Californie |
| ---------------------------------------------------------------- | ---------------------------------------------------------------- | ---------------------------------------------------------------- | ---------------------------------------------------------------- | ---------------------------------------------------------------- |
| Parti                                                            | Parti                                                            | Candidat                                                         | Votes                                                            | %                                                                |
|                                                                  | Démocrate                                                        | Ami Bera (sortant)                                               | 76 605                                                           | 51,8                                                             |
|                                                                  | Républicain                                                      | Christine Bish                                                   | 27 339                                                           | 20,1                                                             |
|                                                                  | Républicain                                                      | Raymond Riehle                                                   | 15 779                                                           | 10,7                                                             |
|                                                                  | Républicain                                                      | Craig DeLuz                                                      | 14 361                                                           | 9,7                                                              |
|                                                                  | Démocrate                                                        | Adam Barajas                                                     | 8711                                                             | 5,9                                                              |
|                                                                  | Vert                                                             | Chris Richardson                                                 | 2661                                                             | 1,8                                                              |

| Élection de 2024 du 6e district congressionnel de Californie | Élection de 2024 du 6e district congressionnel de Californie | Élection de 2024 du 6e district congressionnel de Californie | Élection de 2024 du 6e district congressionnel de Californie | Élection de 2024 du 6e district congressionnel de Californie |
| ------------------------------------------------------------ | ------------------------------------------------------------ | ------------------------------------------------------------ | ------------------------------------------------------------ | ------------------------------------------------------------ |
| Parti                                                        | Parti                                                        | Candidat                                                     | Votes                                                        | %                                                            |
|                                                              | Démocrate                                                    | Ami Bera (sortant)                                           | 165 408                                                      | 57,6                                                         |
|                                                              | Républicain                                                  | Christine Bish                                               | 121 664                                                      | 42,4                                                         |
| Total des votes                                              | Total des votes                                              | Total des votes                                              | 287 072                                                      | 100 %                                                        |
|                                                              | Les Démocrates conservent                                    |                                                              |                                                              |                                                              |